# Камерун на літніх Олімпійських іграх 1964
Камерун брав участь у Літніх Олімпійських іграх 1964 року в Токіо (Японія) вперше за свою історію, але не завоював жодної медалі. Країну представляв один спортсмен — бігун Девід Н'їток, який виступав на дистанціях 100 і 200 метрів та зайняв відповідно 7-ме та 5-те місця.